# Eduard Soler i Pérez (advocat)
|  | Aquest article tracta sobre l'advocat viler. Si cerqueu el músic valencià, vegeu «Eduard Soler i Pérez (músic)». |

Eduard Soler i Pérez (La Vila Joiosa, 23 de novembre de 1845 - La Vila Joiosa o Confrides, 6 de juliol de 1907) fou un advocat, geògraf, escriptor i professor universitari valencià, catedràtic de Dret polític i administratiu.
Cursà els estudis de la llicenciatura de Dret a la Universitat de València i, després, a la Universitat Central de Madrid. El 1874 obtingué la plaça de catedràtic de Procediments judicials a la Universitat d'Oviedo i, abans que acabés l'any, s'encarregà de la càtedra de Dret canònic a la Universitat de València. El 1875 fou desposseït del càrrec perquè es negà a jurar la Constitució espanyola pròpia del període de Restauració borbònica, com a protesta contra el Govern espanyol perquè imposava límits a la investigació i a l'ensenyament de la ciència. Entre 1875 i 1881 fou professor de la Institució Lliure d'Ensenyament, en la qual publicà diversos articles de docència i pedagogia, i de l'Associació per a l'Ensenyament de Dona a Madrid. El 1881, gràcies al govern liberal encapçalat per Sagasta, recuperà el càrrec, tot destacant com a ferm defensor de la llibertat de càtedra. Entre 1884 i 1907 exercí de catedràtic de Dret polític i administratiu a la Universitat de València, de la qual fou degà de la facultat de dret entre 1898 i 1907. Com a soci formà part de la Societat Geogràfica de Madrid, que com a gran aficionat a l'excursionisme deixà publicades diverses anotacions sobre naturalesa al butlletí de l'entitat. Morí el 1907 al seu domicili de la serra d'Aitana, que deixà en herència com a escola infantil perquè s'hi impartís docència a nens i nenes de la Vila Joiosa i de Relleu. Algunes de les seves obres foren: Lecciones sumarias de Psicología (1874), Derecho mercantil (1882), Sierra Nevada (1903), Por el Júcar (1905), La Alpujarra y Sierra Nevada (1906), Apuntes de Derecho Administrativo i Apuntes de las explicaciones de Derecho Político y Administrativo.